# Hygin-Auguste Cavé
Hygin-Auguste Cavé, le plus souvent appelé Edmond Cavé, né à Doudeville le 8 avril 1796 et mort dans l'ancien 1er arrondissement de Paris le 30 mars 1852, est un écrivain et administrateur français.

## Biographie
Fils d'un marchand-négociant, Edmond Cavé fut d'abord avocat à Rouen. Il s'installa à Paris. Devenu journaliste au Globe, il fut membre de la société « Aide-toi, le ciel t’aidera », fondée au mois d'août 1827 en opposition à la monarchie absolue de la Restauration. Dans cette veine politique, il fut auteur dramatique et publia en 1827 sous le pseudonyme de « Fongeray », en collaboration avec Adolphe Dittmer (1795-1846) qu'il avait connu au Globe, un recueil de théâtre sous le titre de Soirées de Neuilly « dont la tendance politique et les allusions firent tout le succès ». Cet ouvrage, composé de quatre petites pièces, connut trois éditions, la seconde, ajoutant une pièce, en 1828, et Anatole France s'en souvenait encore dans son Histoire comique (1902). En 1830, « de Fongeray » publia dans la Revue de Paris la pièce de théâtre satirique et politique le Coup d'État. Cavé fut aussi l'auteur sous le nom de « Florentin » d'un vaudeville intitulé Vive la joie et les pommes de terre.
La révolution de 1830 orienta sa carrière vers l'administration. Il entra au Ministère de l'Intérieur, le 18 octobre 1832, comme secrétaire général ; nommé directeur de la Division des Beaux-Arts en 1833 en remplacement de Sosthène de La Rochefoucauld, c'est à ce poste, qu'il occupa jusqu'en 1848, qu'il doit sa petite notoriété, en raison du pouvoir qu'il y exerçait sur les commandes de l'État aux artistes, et, par là, sur les carrières de ceux-ci, tout en dirigeant la censure théâtrale, qu'il avait combattue sous le régime précédent.
En relation, par son poste au ministère, avec Eugène Delacroix, à qui il signa la lettre de commande pour les plafonds de la bibliothèque de la Chambre des Députés, il se maria le 4 novembre 1843 avec une amie de ce dernier, Marie-Élisabeth Blavot, veuve du peintre Clément Boulanger (1805-1842), dont elle avait eu un fils, Albert Boulanger-Cavé, qu'il adopta. Son épouse, dont il eut une fille, le mit en relation avec Ingres, à qui il commanda un portrait pour faire diptyque avec celui de celle-ci peint vers 1830.
Il fut nommé maître des requêtes au Conseil d'État le 12 octobre 1839, en service extraordinaire du comité de l’Intérieur et du commerce jusqu’à la suppression du service extraordinaire le 18 avril 1848.
Il fut commissaire royal par intérim de la Comédie-Française du 28 janvier 1837 au 17 octobre 1838.
En janvier 1852, il fut nommé directeur des palais et manufactures. Il mourut le 30 mars de la même année.

## Distinctions
- Chevalier de la Légion d’honneur, le 1er mai 1831.
- Officier de la Légion d’honneur, le 12 décembre 1844[15].

## Portraits
- Hygin-Edmond-Ludovic Cavé, par Jean-Auguste-Dominique Ingres, 40.6 x 32,7 cm, signé « Ingres à Madame Cavé 1844 », Metropolitan Museum of Art de New York, inv. 43.85.2
- Jean-Auguste-Dominique Ingres. Portrait d’Edmond Cavé. Mine de plomb sur papier. 1844. Haut. 36,2 cm ; Larg. 22,8 cm. Inscription en haut à gauche : M. Cavé ing. Montauban, musée Ingres, inv. MI.867.209 – F° 2F19SV.
- Marie-Elisabeth Blavot (née en 1809/1810-morte en 1882), Madame Clément Boulanger, puis madame Cavé, par Jean-Auguste-Dominique Ingres, 40.6 x 32,7 cm, signé « Ingres à Madame Cavé », c. 1830[16], Metropolitan Museum of Art de New York, inv. 43.85.1.

## Sources
- « Cavé (N.) », dans Duckett (dir.), Dictionnaire de la conversation et de la lecture, t. 4, Paris, 1853-1860 (lire en ligne), p. 734
- Noémi-Noire Oursel, Nouvelle biographie normande, Picard, Paris, 1886.
- Dictionnaire biographique des membres du Conseil d'État, Fayard, Paris, 2004. p. 180.
- On consultera les éditions récentes des Correspondances de Delacroix, Théophile Gautier, Prosper Mérimée et George Sand.
- Pierre Angrand, Marie-Élizabeth Cavé : disciple de Delacroix, Paris, Lausanne, Bibliothèque des arts, 1966. 18 cm, 170 p. Note—Cet auteur écrit François Cavé; ce prénom correspond à une autre personne.
- (en) Gary Tinterow, Portraits by Ingres, Images of an Epoch, New York, The Metropolitan Museum of Art, 1999, p. 398-401